# سیریل رول
سیریل رول (انگلیسی: Cyril Rool؛ زادهٔ ۱۵ آوریل ۱۹۷۵) بازیکن فوتبال اهل فرانسه است.
از باشگاه‌هایی که در آن بازی کرده‌است می‌توان به باشگاه فوتبال باستیا، آ.اس موناکو، باشگاه فوتبال بوردو، باشگاه فوتبال لانس، باشگاه فوتبال نیس، و باشگاه فوتبال المپیک مارسی اشاره کرد.